# 車掌だGO!
『車掌sim』（車掌シム）（車掌だGO！）は、HAKOおよびWARAINUが制作した鉄道車掌シミュレーションゲームである。2023年8月現在、iPhoneおよびAndroid、ios端末でのプレイに対応している。

## 概要
2019年にリリースしたAndroid向けゲームアプリ「車掌だGO! 観光鉄道編」以降、シリーズ増強およびアップデートを繰り返している個人制作のゲームアプリである。製作者のHAKOは、ドア開閉体験アプリケーションをリリース以前から公開している。2020年には対応OSをiPhoneへも拡張した。乗務する路線はいずれのシリーズにおいても架空のものである。2021年のアップデート以降地下鉄編、私鉄編がリニューアルされ、グラフィックや乗客のテクスチャなどの向上が行われた。

## シリーズ

### 車掌だ! GO 観光電車編
2019年発表のシリーズ第一弾。架空の鉄道「湘陵電鉄」が舞台。全4駅のプレイである。車両は全て2両編成で、簡素的な車掌シミュレーションゲームとなっている。2020年のアップデートでは、車内放送設備と視点回転が追加され、2021年にフルリニューアル、観光電車編として再リリースし、旧型車両「500形」、雪や雨、夕方のステージなども追加された。2022年のアップデートにより、私鉄編内に場所が移動され、新駅（大涌温泉駅）の追加、発車ベルの導入、グラフィックの改善などが行われた。また、新車の追加（900系、800系）もされた。追加された900系はレトロ調のデザインになっており、「レトロ電車」という愛称がつけられている。

### 車掌だ! GO 私鉄編
2020年発表のシリーズ第二弾。架空の鉄道「縦山急行電鉄」が舞台。全5駅のプレイである。地下鉄編登場後には、地下鉄編の車両の乗り入れ運転の乗務も楽しめる。車両は全て4両編成3扉で、片扉車両の乗務も可能。2020年4月のアップデートでは、視点の前後方向移動が可能になった他、ミュージシャン「hasy」が作曲した発車メロディーも一部の駅で使用が可能である。2021年9月のアップデートで、新車（8000系、9000系）の追加、20系の塗装変更、発車メロディ自動化、自動放送装置の追加などが行われた。また、荷物挟みやなどの要素も追加された。新車の8000系は西日本鉄道、9000系は阪急電鉄がモデルだと思われる。また、縦山駅の駅員の声は、鉄道運転士ナレーター響丈が採用されている。
また、2021年10月には車掌sim私鉄編2が公開された。舞台は外神田駅と神宮駅を結ぶ縦急新中央線である。2では20mの車両、発車ベルなどの新しい要素が追加された。また、車両の帯色も変更が可能になった。発車メロディは、さくらさくら（外神田駅）、たなばたさま（富士見町駅）、夕焼小焼（紀尾井町駅）、鉄道唱歌（神宮駅）の4曲が収録されている。編曲は「hasy」が担当している。また、霞ヶ丘駅ではベルが使用されている。先述の曲はJR東日本の駅でも使用されている。使用駅はさくらさくら=武蔵小金井駅、たなばたさま=平塚駅、夕焼け小焼け=八王子駅、鉄道唱歌=品川駅となっている。発車メロディの即切りも可能である。また、205系などの人気が高い車両も登場する（ゲーム内では1000系として登場）。

### 車掌だ！GO 地下鉄編
2020年発表のシリーズ第三弾。架空の鉄道「メトロ金座線」が舞台であり、前作と同様に全5駅であるが、すべての駅にホームドアが取り付けられている。これまでのシリーズとは違い、乗り込む乗客をドアで挟んでしまった時に減点はされない。2021年にはアップデートがあり、新車の追加（9000系、3000系）、リピーターのリアル化、グラフィックの改善などが行われた。私鉄編に登場する縦急本線直通運転を行っており、縦急線の車両も登場する。

## 同製作者の作品
- 乗務員シミュレーター
- どあしむ
- ワンマン列車物語（1、2）
- 追憶の列車通り（横浜市電編）
- 僕は入国審査官